# Kingman Airport (Arizona)

i7
i11
i13
Der Kingman Airport (auch Mohave County Airport, IATA-Code: IGM, ICAO-Code: KIGM, FAA-LID: IGM)  ist ein Flugplatz 15 km nordöstlich der Stadtmitte des Ortes Kingman gelegen, im Mohave County im US-Bundesstaat Arizona. Er wird derzeit nicht im Linienflugverkehr angeflogen, gehört aber zu den größten Flugzeugfriedhöfen der Vereinigten Staaten. Da er von weniger als 2500 Passagieren pro Jahr genutzt wird, ist er als Flugplatz der Allgemeinen Luftfahrt eingestuft.

## Geschichte

### 1942–1945: USAAF-Ausbildungsflugplatz
Der Flugplatz wurde während des Zweiten Weltkriegs ab 1942 als Ausbildungsflugplatz der United States Army Air Forces (USAAF) errichtet und in erster Linie zum Training von Bordschützen genutzt. Als Zielflugzeuge standen die Jagdflugzeugtypen Bell P-39 Airacobra und Bell P-63 Kingcobra zur Verfügung, die von den Westalliierten als nicht fronttauglich eingestuft worden waren.
Ab Mai 1943 wurde die Einrichtung offiziell Kingman Army Air Field genannt.

### 1945–1948: Entsorgung überzähliger Kriegsflugzeuge
Nach Kriegsende organisierte die Reconstruction Finance Corporation als Verwertungsbehörde für Kriegsmaterial fünf große Zentren für Lagerung, Verkauf und Verschrottung der anfangs etwa 117.000 überzähligen Flugzeuge der USAAF. Neben Kingman waren diese in Albuquerque (NM), Altus (OK), Ontario (CA) und Walnut Ridge (AR) gelegen. Zusätzlich wurden 30 kleinere Zwischenlagerplätze sowie 23 Verkaufszentren eingerichtet. Die Aufgabe wurde ab März 1946 von der War Assets Administration übernommen.
Ab Herbst 1945 wurden bis zu 150 Flugzeuge pro Tag nach Kingman ("Storage Depot 41") geflogen. Ende 1945 waren dort 4700 überzählige oder veraltete Maschinen eingetroffen, 1946 waren es dann 5500.
Neben zahllosen B-17-Bombern wurden dort auch 38 schwere Bomber Consolidated B-32 Dominator verschrottet – fast alle nagelneu, nach nur einem einzigen Flug direkt aus dem Herstellerwerk.

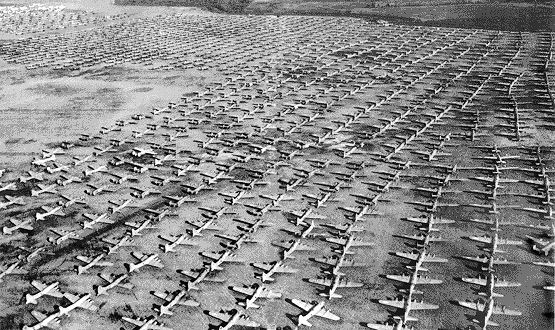
Kingman, 1946

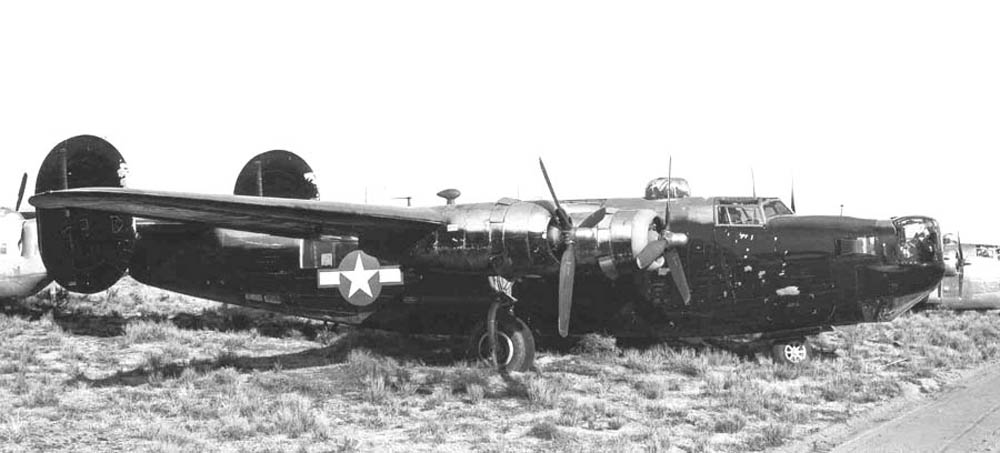
B-24 44-51506 Kingman, 1947

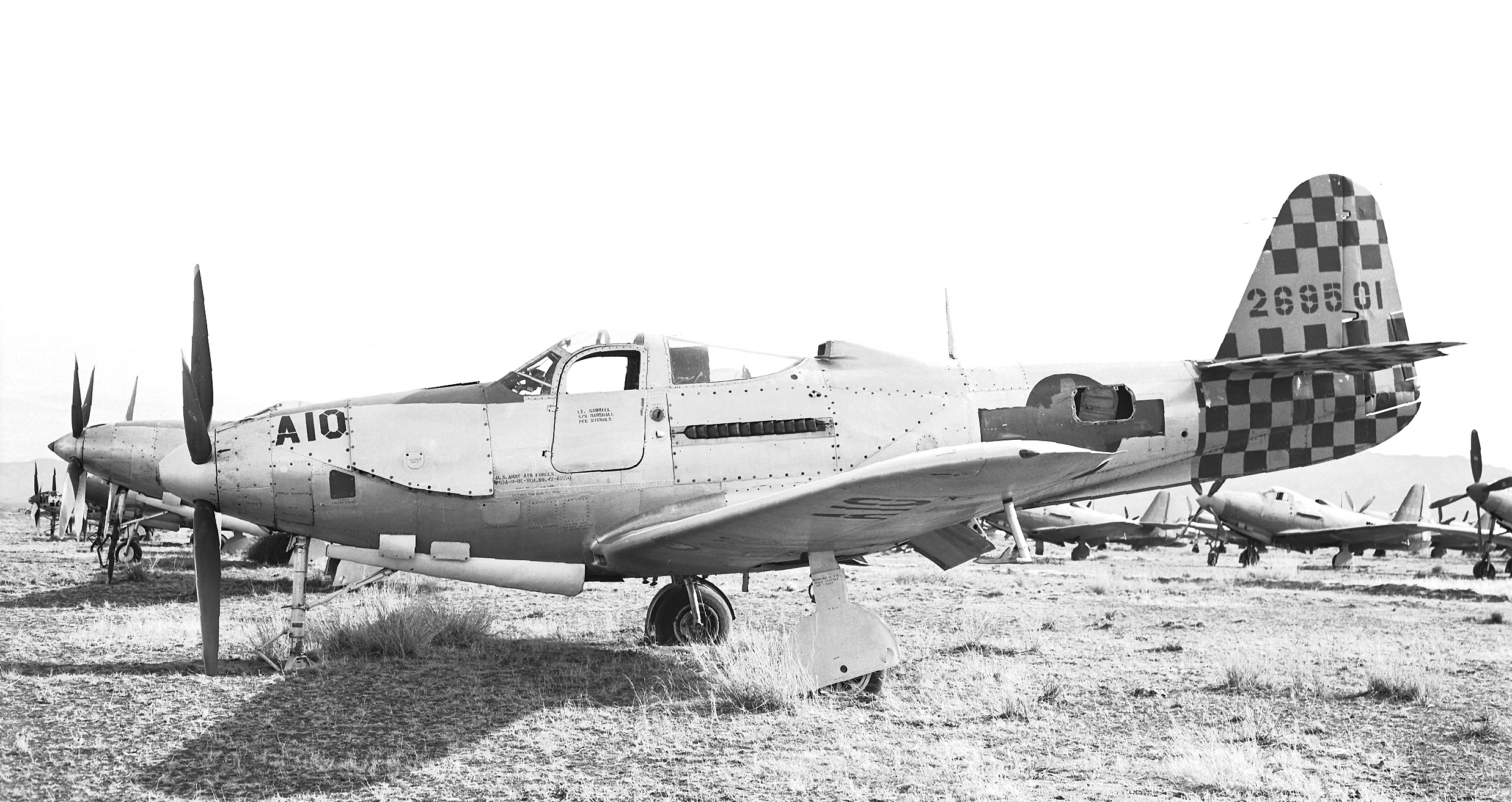
Bell P-63 42-69501 Kingman, Februar 1947

In drei rund um die Uhr betriebenen Hochöfen zur Aluminiumgewinnung konnten bis zu 35 Flugzeuge pro Tag eingeschmolzen werden. Im Juli 1948 war die Aktion vollendet. Die Bilanz des Recyclings:
- 85 Aufklärungs- und Trainingsflugzeuge
- 615 Jagdflugzeuge
- 54 leichte Bomber
- 266 mittlere Bomber
- 4463 schwere Bomber

insgesamt also 5483 Maschinen waren verschrottet.
Erzielte Durchschnittspreise für überschüssige Flugzeuge (zum Verschrotten oder zur fliegerischen Weiternutzung):
Schulflugzeuge
- AT-6  $1,500
- BT-13 $ 450

Jagdflugzeuge
- P-38 $1,250
- P-40 unbekannt
- P-47 unbekannt
- P-51 $3,500
- P-63 unbekannt

Bomber
- A-26 $  2,000
- B-17  $13,750
- B-24 $13,750
- B-25 $  8,250
- B-26  unbekannt
- B-32 nicht bekannt, nur zum Verschrotten abgegeben

### Nachkriegszeit

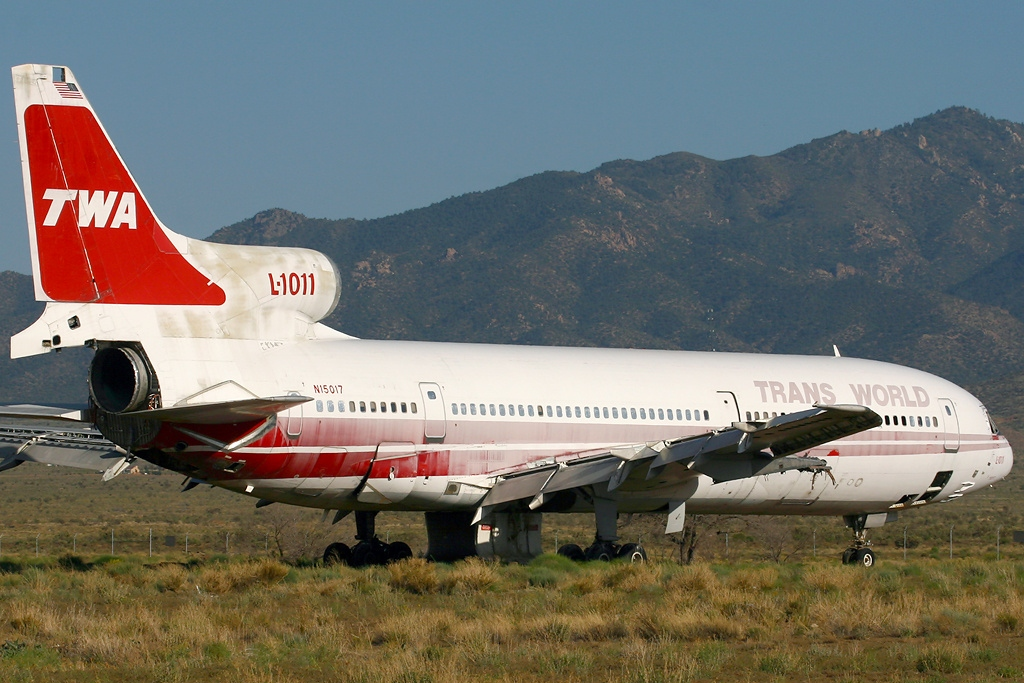
L-1011 Tristar der TWA, 2009

Erneut seit den 1960er Jahren wird Kingman zunehmend als Flugzeugfriedhof zum Abwracken genutzt, inzwischen auch als Abstellplatz für langfristig geparkte Verkehrsflugzeuge. Auf dem am Flugplatz gelegenen Gewerbegebiet hatten sich im Jahr 2014 mehr als 70 Firmen angesiedelt.

## Fluggesellschaften und Ziele
Der Flugplatz wird zurzeit nicht von Fluggesellschaften im Liniendienst angeflogen. Bis vor einigen Jahren gab es eine Verbindung von Great Lakes Airlines nach Los Angeles, die mit Turboprop-Zubringerflugzeugen des Typs Beechcraft 1900 bedient wurde.

## Zwischenfälle
- Im Jahr 1971 (genaues Datum unbekannt) explodierte eine Tragfläche an einer geparkten Lockheed L-1049H Super Constellation der US-amerikanischen Unum Inc. (Luftfahrzeugkennzeichen N45515) auf dem Flughafen Kingman. Der verbliebene Rumpf wurde 1977 verschrottet. Über Personenschäden ist nichts bekannt.[7]